# Светско првенство у атлетици у дворани 2004 — 800 метара за жене
Трка на 800 метара у женској конкуренцији на 10. Светском првенству у атлетици у дворани 2004. у Будимпешти одржано је 5., 6. и 7. марта.
Титулу освојену у Бирмингему 2003. одбранила је Марија Мутола из Мозамбика. Ово је њена 6 титула.

## Земље учеснице
Учествовало је 29 такмичарки из 24 земље.
1. Барбадос (1)
2. Белгија (1)
3. Бразил (1)
4. Габон (1)
5. Гвајана (1)
6. Гвам (1)
7. Демократска Република Конго (1)
8. Етиопија (1)
9. Јамајка (1)
10. Канада (2)
11. Мароко (2)
12. Мозамбик (1)
13. Намибија (1)
14. Немачка (1)
15. Португалија (1)
16. Румунија (1)
17. Русија (2)
18. САД (2)
19. Словенија (1)
20. Танзанија (1)
21. Уједињено Краљевство (1)
22. Украјина (1)
23. Холандија (1)
24. Шпанија (2)

## Освајачи медаља
| Освајачи медаља |                |               |  |  |  |  |
|                 |                |               |  |  |  |  |
|                 |                |               |  |  |  |  |
|                 |                |               |  |  |  |  |
| Марија Мутола   | Јоланда Чеплак | Џоан Фен      |  |  |  |  |
| Мозамбик        | Словенија      | У. Краљевство |  |  |  |  |

## Рекорди
Стање 4. март 2004.
| Рекорди пре почетка Светског првенства 2004. | Рекорди пре почетка Светског првенства 2004. | Рекорди пре почетка Светског првенства 2004. | Рекорди пре почетка Светског првенства 2004. | Рекорди пре почетка Светског првенства 2004. | Рекорди пре почетка Светског првенства 2004. |
| -------------------------------------------- | -------------------------------------------- | -------------------------------------------- | -------------------------------------------- | -------------------------------------------- | -------------------------------------------- |
| Светски рекорд                               | 1:55,82                                      | Јоланда Чеплак                               | Словенија                                    | Беч, Аустрија                                | 3. март 2002.                                |
| Рекорд светских првенстава                   | 1:56,90                                      | Лудмила Форманова                            | Чешка                                        | Маебаши, Јапан                               | 7. март 1999.                                |
| Најбољи резултат сезоне                      | 1:57,48                                      | Марија Мутола                                | Мозамбик                                     | Карлсруе, Немачка                            | 15. фебруар 2004.                            |
| Афрички рекорд                               | 1:57,06                                      | Марија Мутола                                | Мозамбик                                     | Лијевен, Француска                           | 12. фебруар 1999.                            |
| Азијски рекорд                               | 2:00,78                                      | Михо Сато                                    | Јапан                                        | Јокохама, Јапан                              | 22. фебруар 2003.                            |
| Северноамерички рекорд                       | 1:58,71                                      | Никол Тетер                                  | Сједињене Државе                             | Њујорк, САД                                  | 2. март 2002.                                |
| Јужноамерички рекорд                         | 1:59,21                                      | Летисија Вријезде                            | Суринам                                      | Бирмингем, Уједињено Краљевство              | 23. фебруар 1997.                            |
| Европски рекорд                              | 1:55,82                                      | Јоланда Чеплак                               | Словенија                                    | Беч, Аустрија                                | 3. март 2002.                                |
| Океанијски рекорд                            | 2:00,36                                      | Тони Хоџкинсон                               | Аустралија                                   | Париз, Француска                             | 9. март 1997.                                |

### Најбољи резултати у 2004. години
Десет најбољих атлетичарки године на 800 метара у дворани пре првенства (10. марта 2004), имале су следећи пласман.
| 1.  | Марија Мутола          | Мозамбик         | 1:57,48 | 15. фебруар |
| 2.  | Јоланда Чеплак         | Словенија        | 1:59,17 | 24. фебруар |
| 3.  | Марија Тереза Мартинез | Шпанија          | 1:59,52 | 8. фебруар  |
| 4.  | Ирина Вашенцева        | Русија           | 2:00,02 | 17. фебруар |
| 4.  | Џенифер Туми           | Сједињене Државе | 2:00,02 | 28. фебруар |
| 6.  | Олга Распопова         | Русија           | 2:00,41 | 14. фебруар |
| 7.  | Џоан Фен               | Велика Британија | 2:00,54 | 14. фебруар |
| 8.  | Татјана Андријанова    | Русија           | 2:00,59 | 17. фебруар |
| 9.  | Наталија Хрушчељова    | Русија           | 2:00,68 | 15. фебруар |
| 10. | Светлана Черкасова     | Русија           | 2:00,93 | 17. фебруар |

Такмичарке чија су имена подебљана учествовале су на СП 2004.

## Сатница
| Датум         | Време | Ниво          |
| ------------- | ----- | ------------- |
| 5. март 2004. | 17:15 | Квалификације |
| 6. март 2004. | 16:20 | Полуфинале    |
| 7. март 2004. | 16:45 | Финале        |

## Резултати

### Квалификације
Такмичење је одржано 5. марта 2004. године. Такмичарке су биле подељене у 5 групе. За пласман у полуфинале пласирале су се по 2 првопласирана из група (КВ) и 2 према постигнутом резултату (кв).,,.
Почетак такмичења: група 1 у 17:15, група 2 у 17:21, група 3 у 17:27, група 4 у 17:33.
| Плас. | Група | Атлетичарка            | Земља                       | ЛР       | ЛРС      | Резултат | Белешка |
| ----- | ----- | ---------------------- | --------------------------- | -------- | -------- | -------- | ------- |
| 1.    | 5     | Марија Мутола          | Мозамбик                    | 1:55,19о | 1:57,48  | 1:57,72  | КВ      |
| 2.    | 2     | Јоланда Чеплак         | Словенија                   | 1:55,19о | 1:59,17  | 2:01,48  | КВ      |
| 3.    | 2     | Сандра Сталс           | Белгија                     | 1:58,31о | 2:02,03  | 2:01,88  | КВ, ЛРС |
| 4.    | 2     | Тетјана Петљук         | Украјина                    | 2:01,14  | 2:01,14  | 2:01,90  | кв      |
| 5.    | 3     | Марија Тереза Мартинез | Шпанија                     | 1:58,29о | 1:59,52  | 2:02,78  | КВ      |
| 6.    | 3     | Селтана Аит Хамоу      | Мароко                      | 1:59,74о | 2:03,09  | 2:02,83  | КВ, ЛР  |
| 7.    | 4     | Олга Распопова         | Русија                      | 1:56,85о | 2:00,41  | 2:03,67  | КВ      |
| 8.    | 2     | Aimee Teteris          | Канада                      | 2:03,15  | 2:03,15  | 2:03,75  | кв      |
| 9.    | 4     | Џоан Фен               | Уједињено Краљевство        | 1:59,74  | 2:00,54  | 2:04,01  | КБ      |
| 10.   | 5     | Амина Аит Хамоу        | Мароко                      | 1:57,82о | 2:03,67  | 2:04,30  | КВ      |
| 11.   | 4     | Маријан Барнет         | Гвајана                     | 2:01,71о | 2:04,94  | 2:04,48  | НР, ЛР  |
| 12.   | 5     | Моника Градзки         | Немачка                     | 2:00,96о | 2:02,01  | 2:04,68  |         |
| 13.   | 5     | Лилијана Попеску       | Румунија                    | 2:00,06о | 2:01,16  | 2:04,75  |         |
| 14.   | 1     | Џенифер Туми           | САД                         | 1:59,75о | 2:00,02  | 2:04,84  | КВ      |
| 15.   | 1     | Татјана Андријанова    | Русија                      | 2:00,59  | 2:00,59  | 2:05,04  | КВ      |
| 16.   | 1     | Агнес Самарија         | Намибија                    | 1:59,15о | 2:03,06  | 2:05,05  |         |
| 17.   | 2     | Мери Џејн Харелсон     | САД                         | 2:02,35о | 2:03,70  | 2:05,16  |         |
| 18.   | 4     | Естер Десвиат          | Шпанија                     | 2:00,76о | 2:02,88  | 2:05,66  |         |
| 19.   | 3     | Мескерем Асефа         | Етиопија                    | 2:01,03  | 2:01,03  | 2:05,83  |         |
| 20.   | 3     | Michelle Ballentine    | Јамајка                     | 2:01,62о | 2:03,77  | 2:05,94  |         |
| 21.   | 4     | Лоте Висхерс           | Италија                     | 2:02,26о | 2:02,99  | 2:06,49  |         |
| 22.   | 1     | Хедер Хенигар          | Канада                      | 2:02,59о | 2:02,62  | 2:06,68  |         |
| 23.   | 3     | Сандра Теишеира        | Португалија                 | 2:01,88о | 2:02,56  | 2:06,74  |         |
| 24.   | 1     | Шина Гудинг            | Барбадос                    | 2:03,91о |          | 2:06,97  | ЛРС     |
| 25.   | 1     | Lwiza Msyani John      | Танзанија                   | 1:59,58о | 2:04,91о | 2:06,97  |         |
| 26.   | 3     | Ноели Манкату Бибиш    | Демократска Република Конго | 2:07,12о | 2:10,51  | 2:07,62  | ЛРС     |
| 27.   | 5     | Моника Градзки         | Бразил                      | 2:00,98о | 2:03,61  | 2:07,77  |         |
| 28.   | 2     | Марлисе Нсоуроу        | Габон                       | 2:20,79о |          | 2:21,57  |         |
| 29.   | 4     | Sloan Siegrist         | Гвам                        | 2:19,18  | 2:19,18  | 2:22,72  |         |

### Полуфинале
Такмичење не одржано 6. марта 2004. године. Такмичарке су биле подељене у 2 групе. За пласман у финале пласирале су се по 3 првопласиране из група (КВ).,,
Почетак такмичења: група 1 у 16:20, група 2 у 16:27.
| Поз. | Група | Атлетичарка            | Земља                | Резултат | Белешка |
| ---- | ----- | ---------------------- | -------------------- | -------- | ------- |
| 1.   | 1     | Јоланда Чеплак         | Словенија            | 1:59,26  | КВ      |
| 2.   | 1     | Татјана Андријанова    | Русија               | 1:59,96  | КВ, ЛР  |
| 3.   | 1     | Џоан Фен               | Уједињено Краљевство | 2:00,79  | КВ      |
| 4.   | 1     | Марија Тереза Мартинез | Шпанија              | 2:01,06  |         |
| 5.   | 1     | Селтана Аит Хамоу      | Мароко               | 2:06,17  |         |
| 6.   | 2     | Марија Мутола          | Мозамбик             | 2:03,19  | КВ      |
| 7.   | 2     | Џенифер Туми           | САД                  | 2:03,40  | КВ      |
| 8.   | 2     | Олга Распопова         | Русија               | 2:03,71  | КВ      |
| 9.   | 2     | Тетјана Петљук         | Украјина             | 2:05,10  |         |
| 10.  | 2     | Сандра Сталс           | Белгија              | 2:05,12  |         |
| 11.  | 1     | Aimee Teteris          | Канада               | 2:05,29  |         |
| 12.  | 2     | Амина Аит Хамоу        | Мароко               | 2:06,17  |         |

### Финале
Такмичење не одржано 7. марта 2004. године у 16:45 .,
| Поз. | Атлетичарка         | Земља                | Резултат | Белешка |
| ---- | ------------------- | -------------------- | -------- | ------- |
|      | Марија Мутола       | Мозамбик             | 1:58,50  |         |
|      | Јоланда Чеплак      | Словенија            | 1:58,72  | ЛРС     |
|      | Џоан Фен            | Уједињено Краљевство | 1:59,50  | НР, ЛР  |
| 4.   | Џенифер Туми        | САД                  | 1:59,64  | ЛР      |
| 5.   | Татјана Андријанова | Русија               | 1:59,71  | ЛР      |
| 6.   | Олга Распопова      | Русија               | 2:00,56  |         |